# Црифін

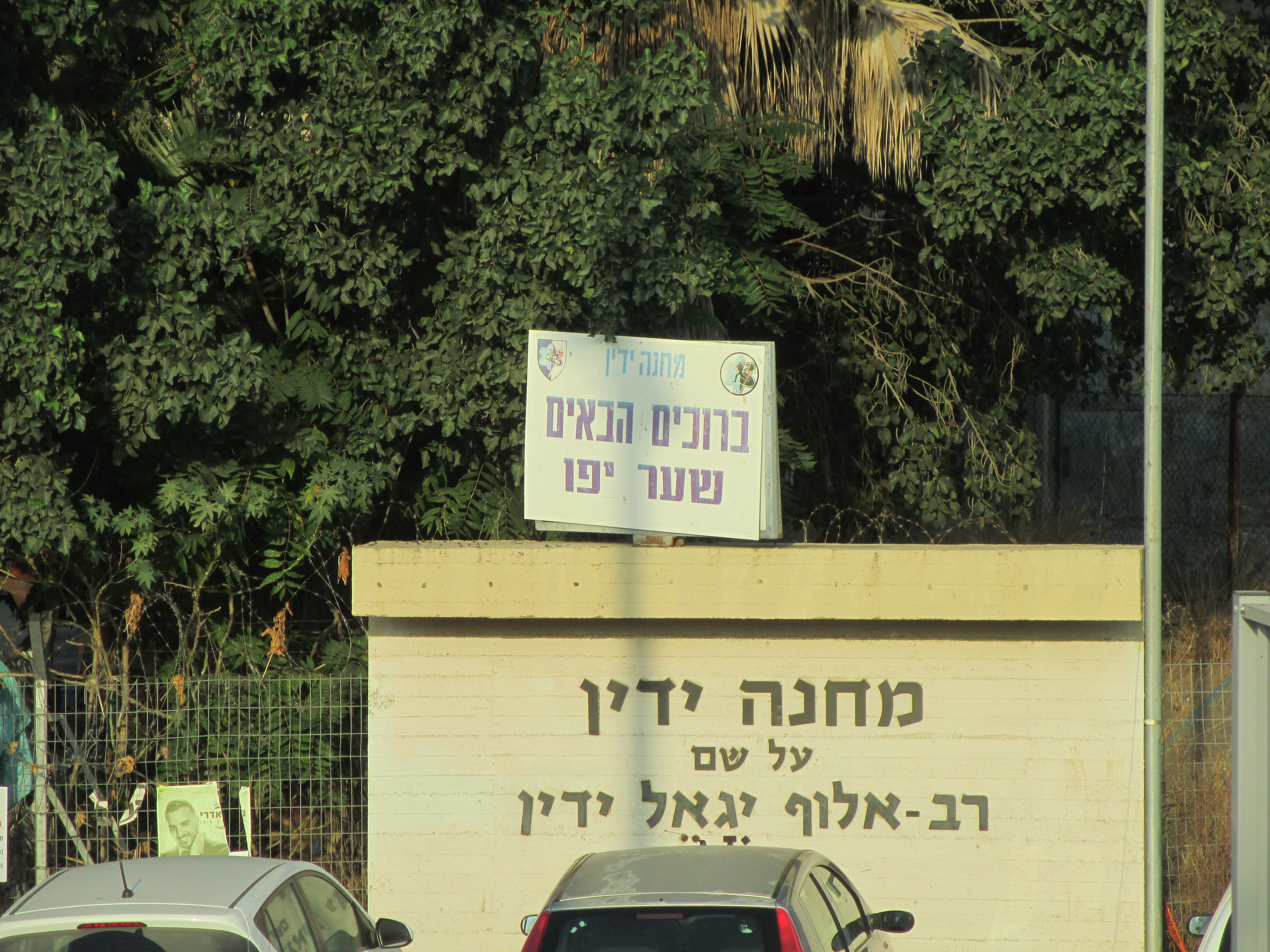
Ворота Яффо в Црифіні

31°57′31″ пн. ш. 34°50′22″ сх. д. / 31.95868056° пн. ш. 34.83953611° сх. д.
Црифін або Махане Ядін (івр. צריפין‎) — одна з найбільших баз Армії оборони Ізраїлю в центрі країни, по сусідству з містами Рішон-ле-Ціон і Беер-Яаков. З 2015 р Міністерство оборони веде планомірну евакуацію об'єктів бази, за планом повинна завершитися в 2020 р Дана база - найбільша, евакуйованих МО з моменту створення держави. Вивільнені землі йдуть в першу чергу під житлове будівництво, а також під торгові центри. Також в даному районі розташований ряд не військових об'єктів: лікарня «Асаф а-Рофе», промзона, склади Сохнута і оптовий ринок.

## Історія
Бази була створена Великою Британією в 1917 р, в розпал Першої Світової війни. Звалася Сарафанд (Sarafand) і була однією з найбільших британських баз в регіоні. Останні англійські солдати покинули бази 15.05.48 о 09:00 ранку, після чого Црифін був захоплений Арабським легіоном (ВС Трансйорданії). Бригада «Гів'аті» АОИ вибила легіонерів з бази району в ході боїв 18-19.05.48. Далі тут розміщувався табір військовополонених (закритий влітку 1949).
Протягом більше 70 років історії в складі АОИ, в Црифін розміщувалися різні бази, в першу чергу навчальні, штаби Старших офіцерів родів військ, ремонтні майстерні та ін. Наприклад, з 1949 р там розташовувалася центральна база КМБ АОИ Бааде-4 (в 1967 м база переїхала в район Бейт-Ель, а в 1995 р - в Зікім), навчальна база військової поліції Бааде-13 (в 1969 р переїхала на базу Кадум в Самарії, в 1995 р - в Бейт-Лід, а в 2015 р - в містечко навчальних баз в Негеві ( «Ір ha-БАhАДім», «Махане Аріель Шарон»).
У 2015-2016 рр. в рамках першої хвилі евакуації Црифін базу покинули і переїхали в містечко навчальних баз Бааде-6 (школа тилового забезпечення), Бааде-10 (школа Медичних військ), Бааде-11 (школа кадровиків) і Бааде-20 (школа Служби озброєнь).